# Saison 2022 de l'équipe cycliste Liv Racing-Xstra
La saison 2022 de l'équipe féminine Liv Racing-Xstra est la dix-huitième de la formation. L'effectif connaît de grand changement. Pas moins de huit coureuses sont recrutées, mais elle perd plusieurs leaders avec Lotte Kopecky, Sofia Bertizzolo, Soraya Paladin ou Pauliena Rooijakkers. 
La troisième place de Valerie Demey à l'Open de Suède Vårgårda et la victoire sur le championnat de République Tchèque de Tereza Neumanová sont les seuls résultats significatifs de la saison.

## Préparation de la saison

### Partenaires et matériel de l'équipe
Liv, une marque de cycles du groupe Giant est le partenaire de la formation.

### Arrivées et départs
L'effectif connaît de grand changement. Pas moins de huit coureuses sont recrutées.
Au niveau des départs, la leader de l'année précédente Lotte Kopecky quitte l'équipe, tout comme la spécialiste des classiques Sofia Bertizzolo, la puncheuse Soraya Paladin et la grimpeuse Pauliena Rooijakkers. Evy Kuijpers quitte aussi la formation.
| Arrivées            | Équipe 2021                |
| ------------------- | -------------------------- |
| Rachele Barbieri    | Amateur                    |
| Eva Buurman         | Tibco-SVB                  |
| Ayesha McGowan      | Néo-professionnelle        |
| Tereza Neumanová    | Centre mondial du cyclisme |
| Katia Ragusa        | A.R. Monex                 |
| Silke Smulders      | Lotto Soudal               |
| Quinty Ton          | GT Krush Tunap             |
| Amber van der Hulst | Parkhotel Valkenburg       |

| Départs              | Équipe 2022          |
| -------------------- | -------------------- |
| Sofia Bertizzolo     | UAE Team ADQ         |
| Evy Kuijpers         | Human Powered Health |
| Lotte Kopecky        | SD Worx              |
| Soraya Paladin       | Canyon-SRAM Racing   |
| Pauliena Rooijakkers | Canyon-SRAM Racing   |

### Effectifs
| Effectif 2022            | Effectif 2022     | Effectif 2022 | Effectif 2022                     |
| Cycliste                 | Date de naissance | Pays          | Équipe précédente                 |
| ------------------------ | ----------------- | ------------- | --------------------------------- |
| Rachele Barbieri         | 21 février 1997   | Italie        | Bepink (2019)                     |
| Eva Buurman              | 7 septembre 1994  | Pays-Bas      | Tibco-Silicon Valley Bank (2021)  |
| Valerie Demey            | 17 janvier 1994   | Belgique      | Lotto Soudal Ladies (2018)        |
| Alison Jackson           | 14 décembre 1988  | Canada        | Sunweb (2020)                     |
| Marta Jaskulska          | 25 mars 2000      | Pologne       |                                   |
| Jeanne Korevaar          | 24 septembre 1996 | Pays-Bas      | Jan van Arckel (2015)             |
| Ayesha McGowan           | 2 avril 1987      | États-Unis    |                                   |
| Tereza Neumanová         | 9 août 1998       | Tchéquie      | Centre mondial du cyclisme (2021) |
| Katia Ragusa             | 19 mai 1997       | Italie        | A.R. Monex Women's (2021)         |
| Silke Smulders           | 1 avril 2001      | Pays-Bas      | Lotto Soudal Ladies (2021)        |
| Sabrina Stultiens        | 8 juillet 1993    | Pays-Bas      | Sunweb (2017)                     |
| Quinty Ton               | 4 août 1998       | Pays-Bas      | GT Krush Tunap (2021)             |
| Amber van der Hulst      | 21 septembre 1999 | Pays-Bas      | Parkhotel Valkenburg (2021)       |
|                          |                   |               |                                   |
| Source : ProCyclingStats |                   |               |                                   |

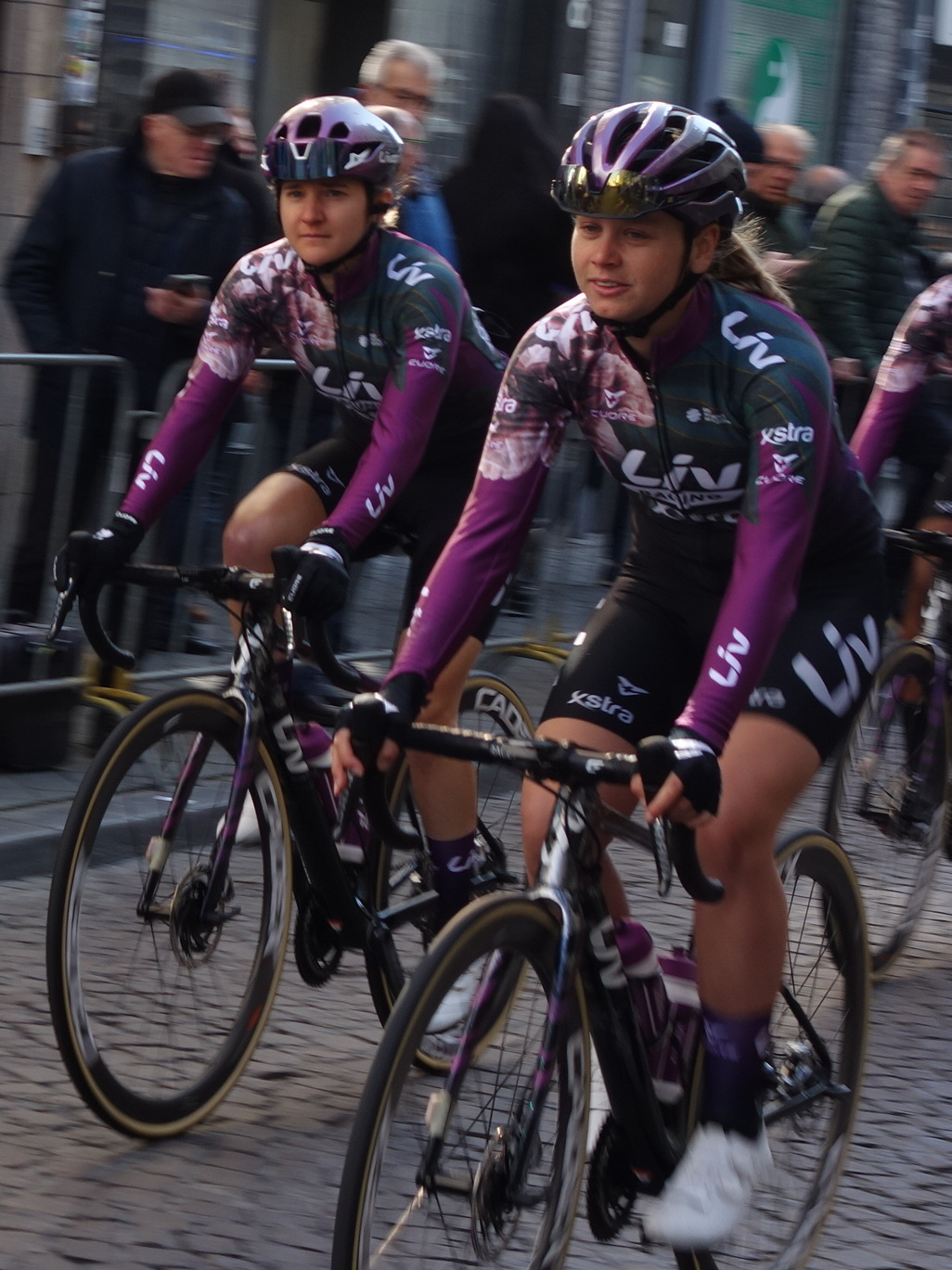
Valerie Demey et Eva Buurman
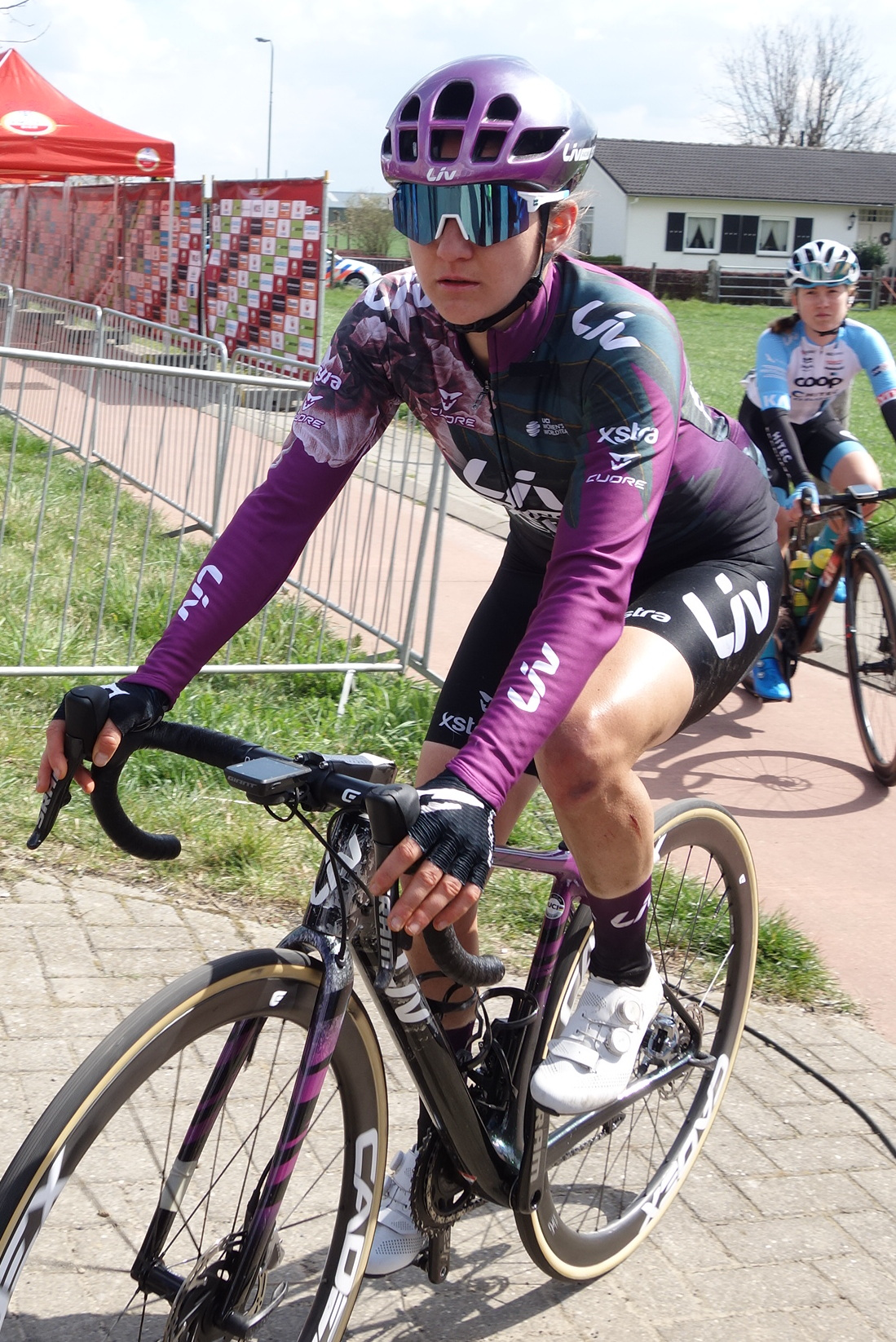
Valerie Demey
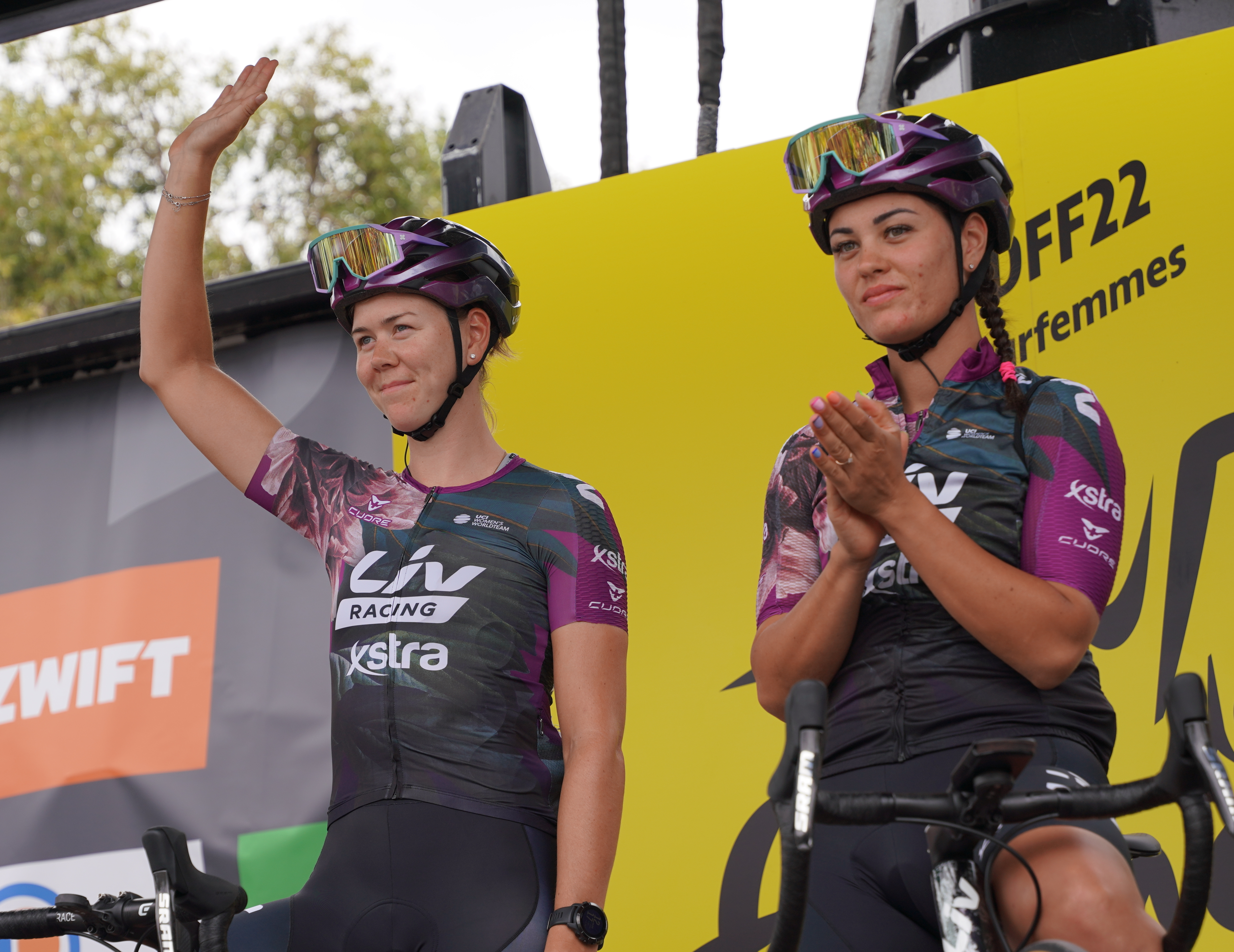
Thalita de Jong et Rachele Barbieri
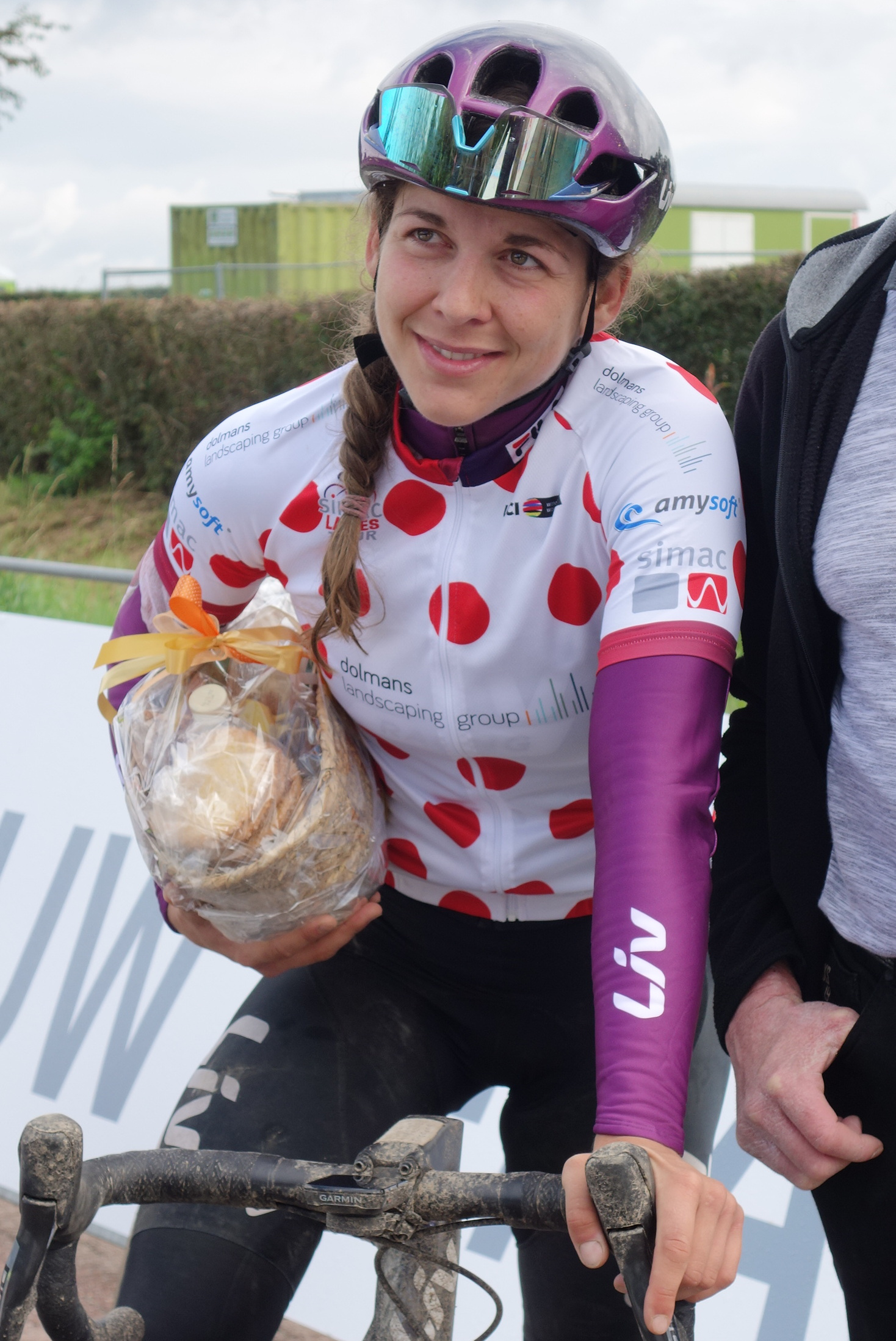
Alison Jackson en 2021
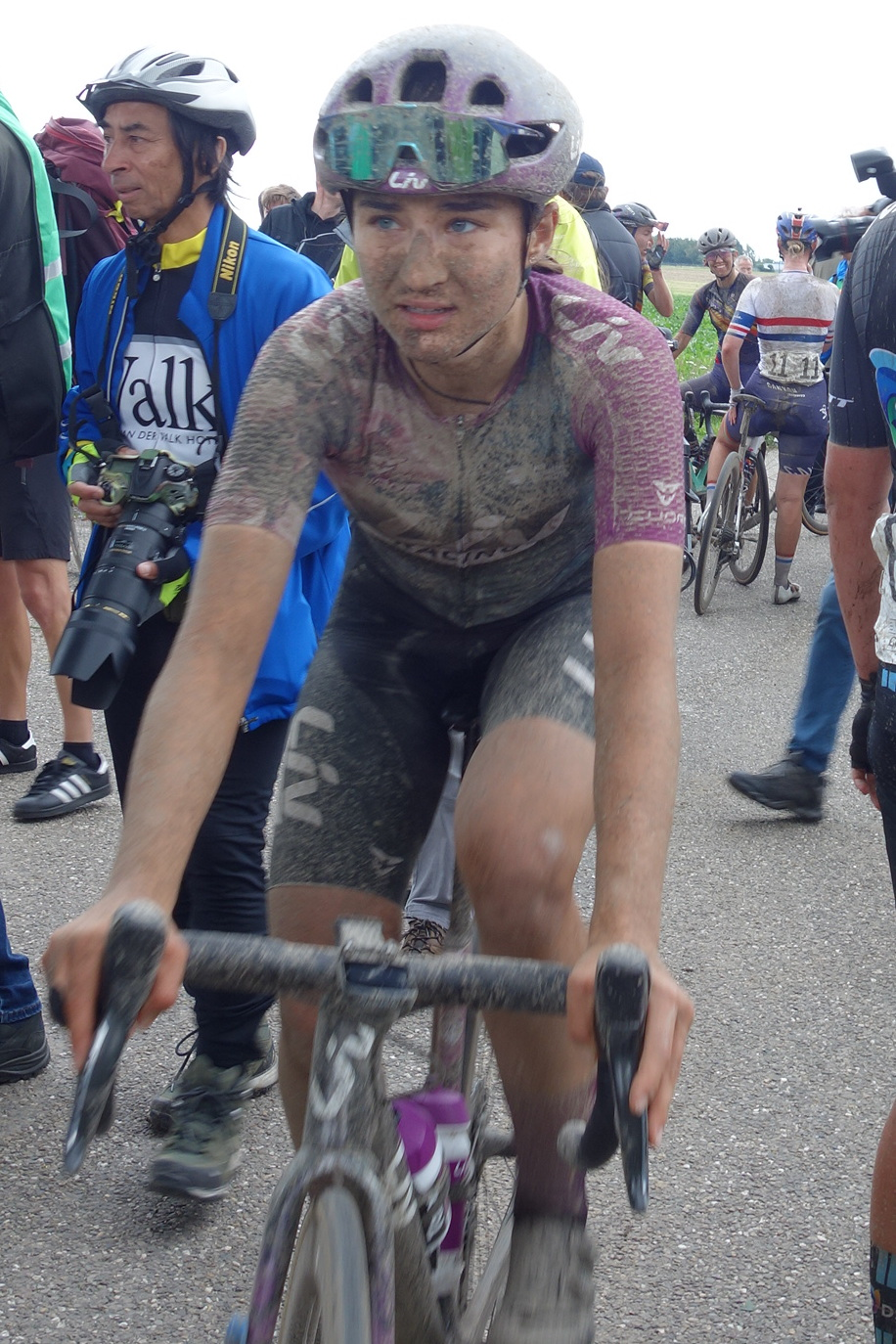
Marta Jaskulska en 2021
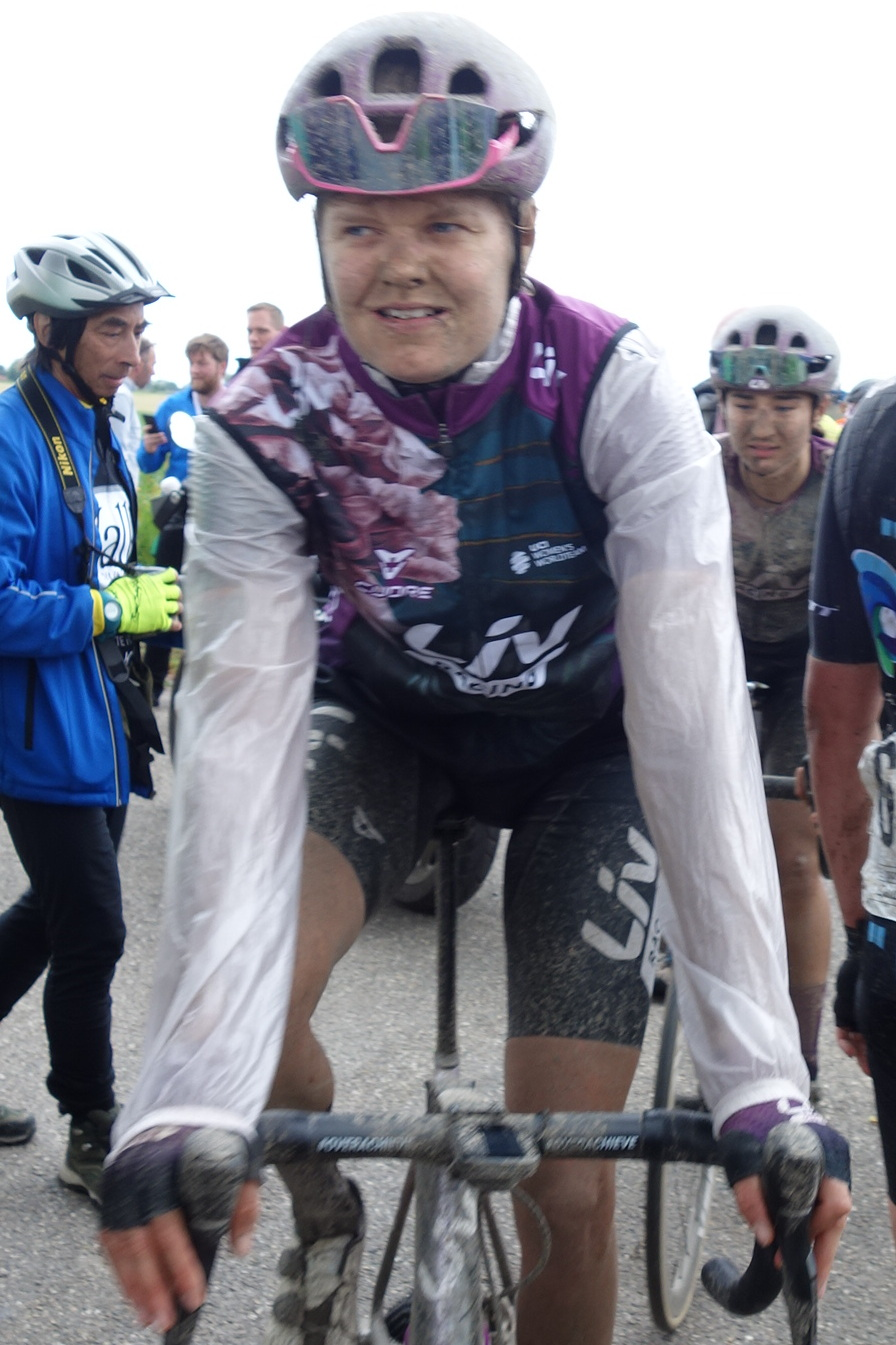
Jeanne Korevaar en 2021
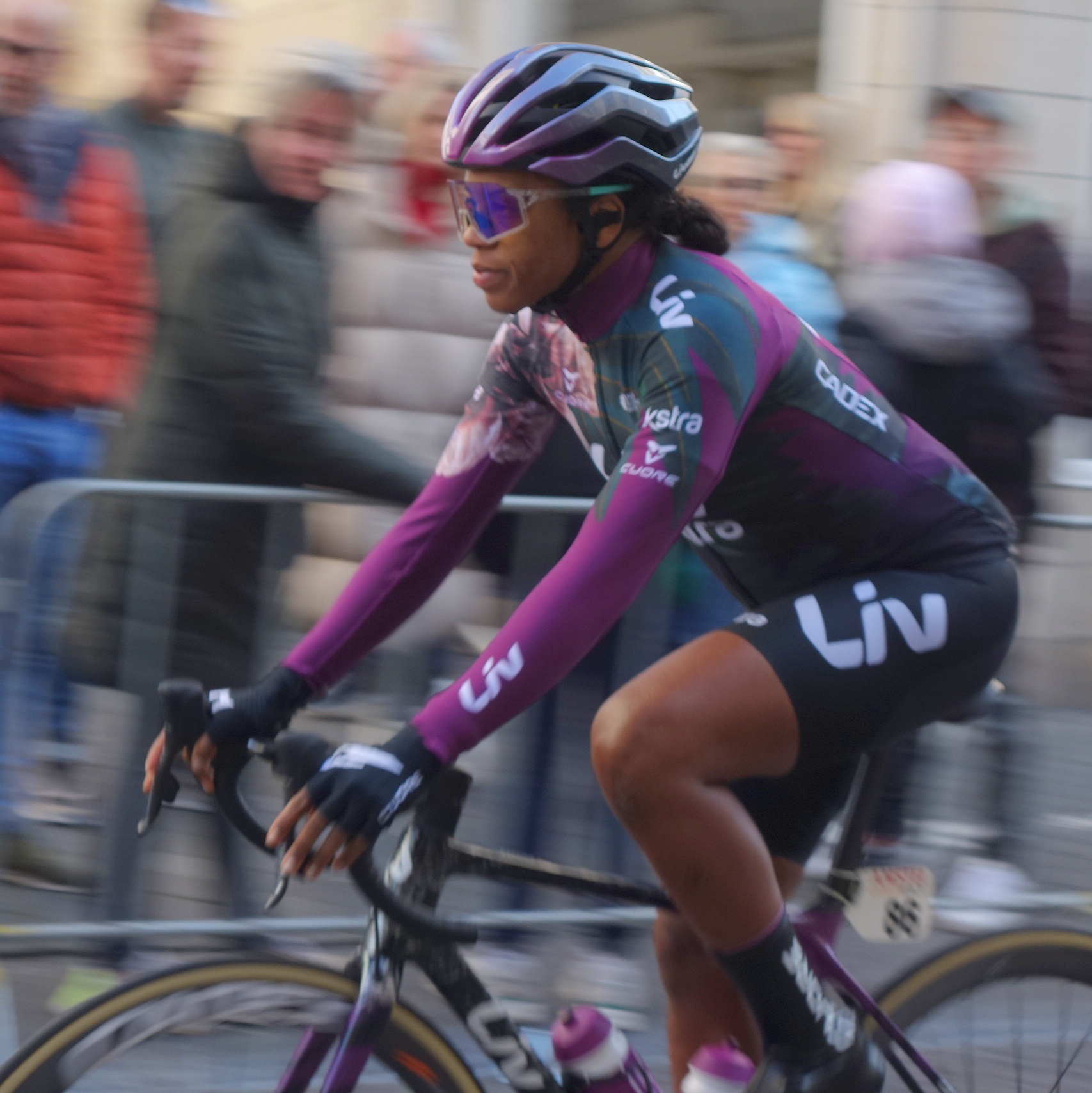
Ayesha McGowan
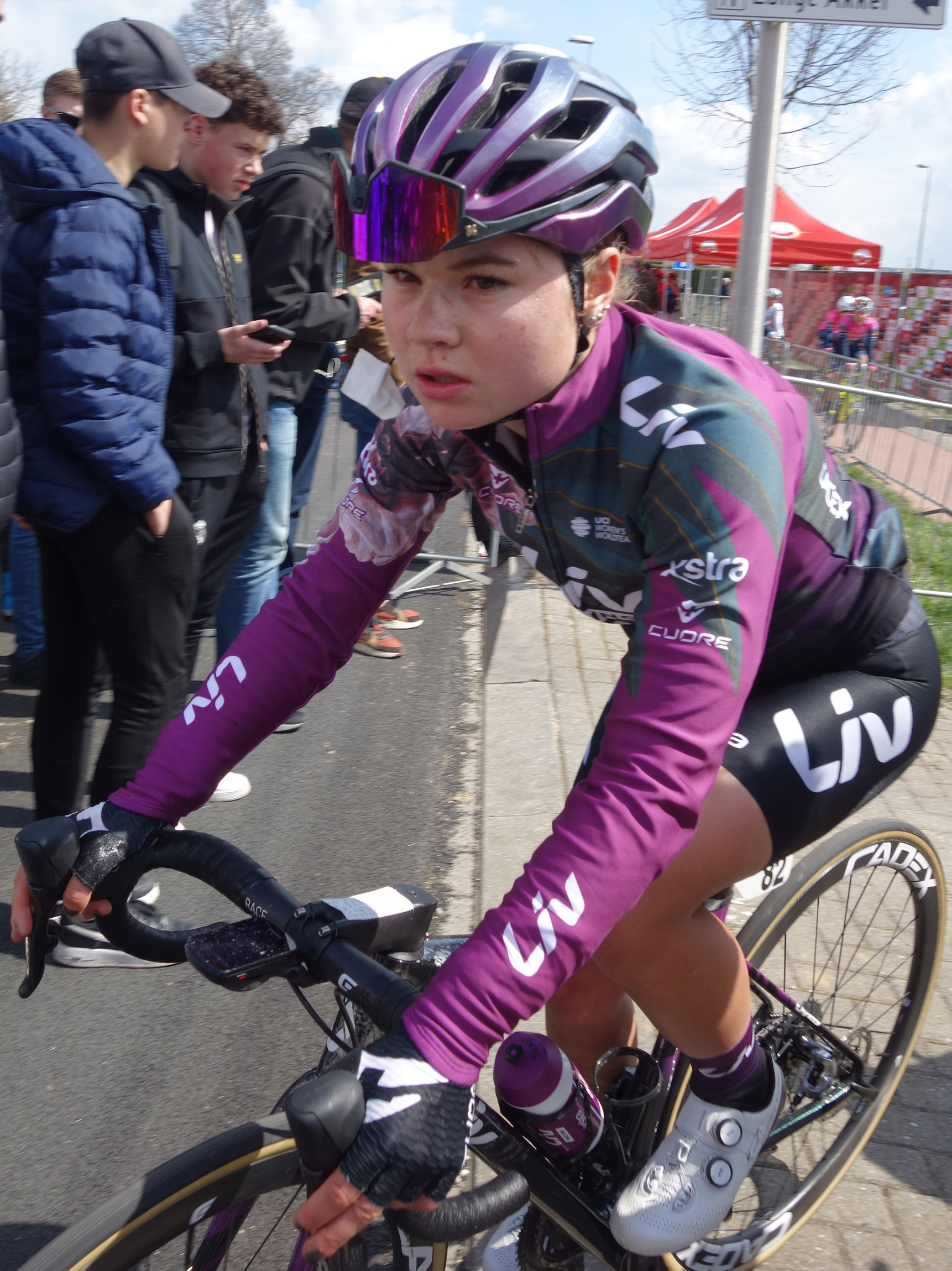
Silke Smulders
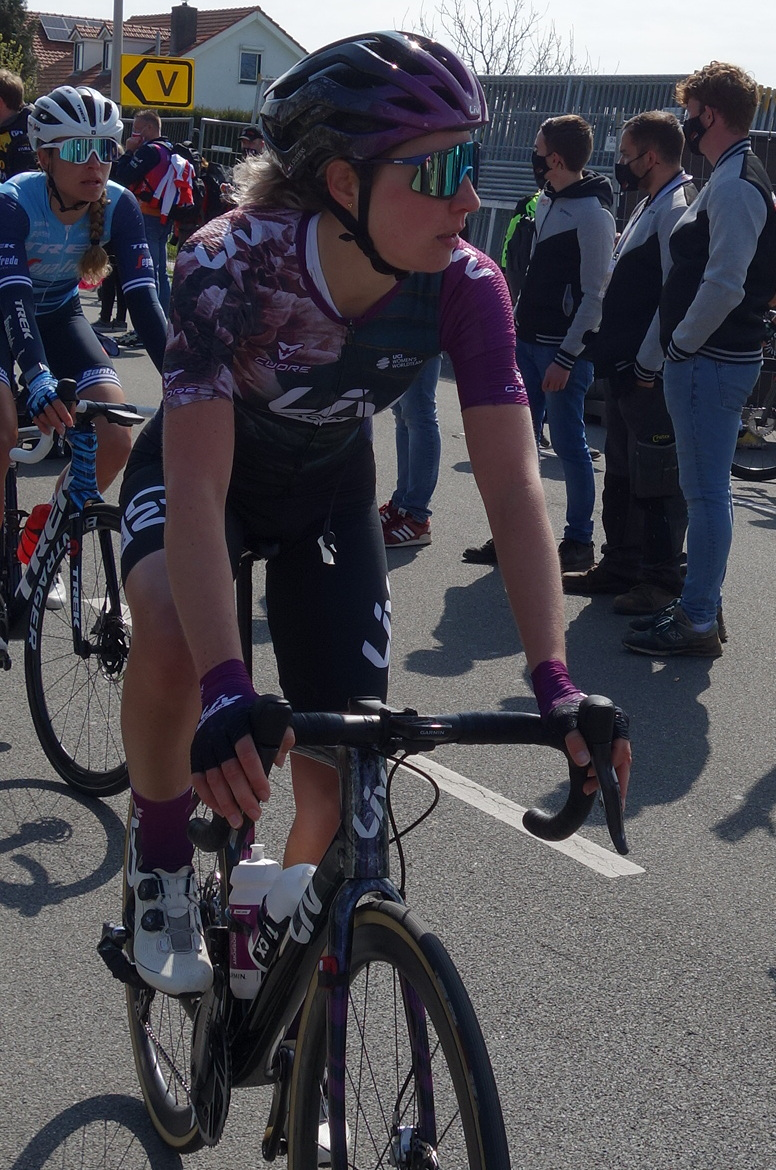
Sabrina Stultiens en 2021
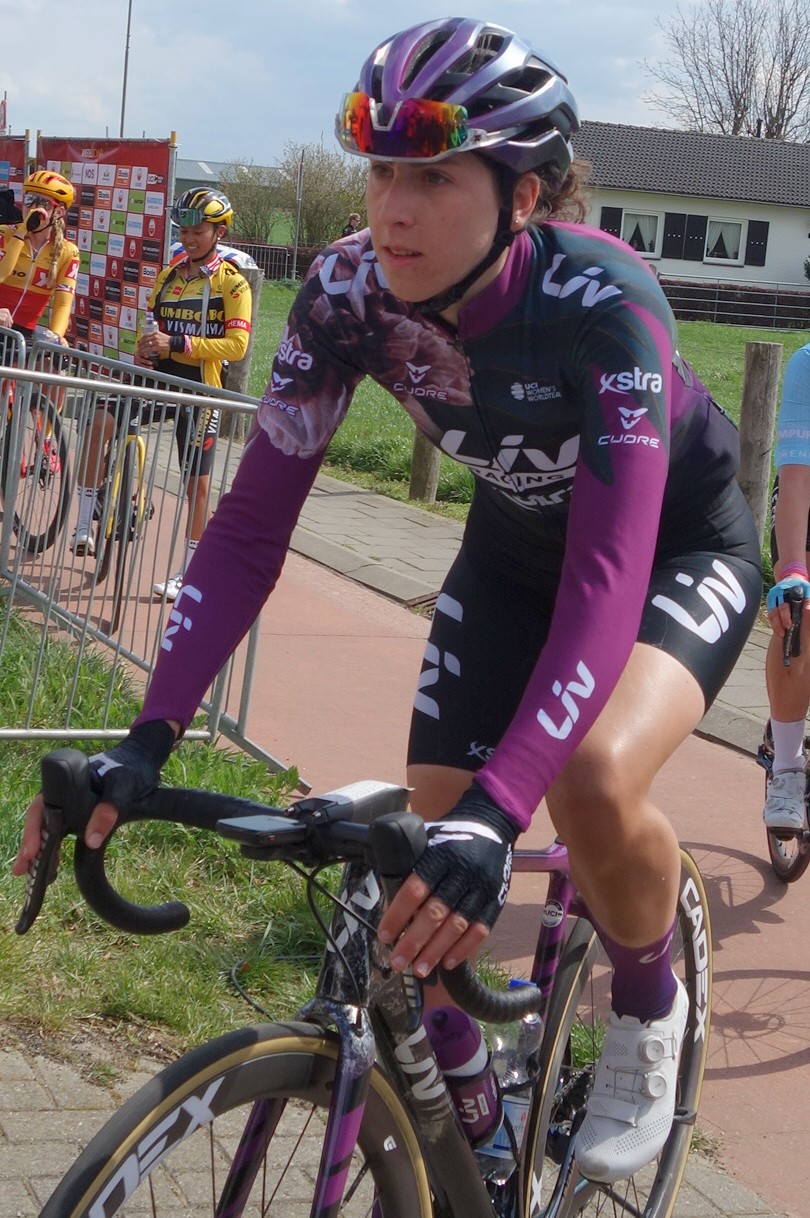
Quinty Ton

### Encadrement

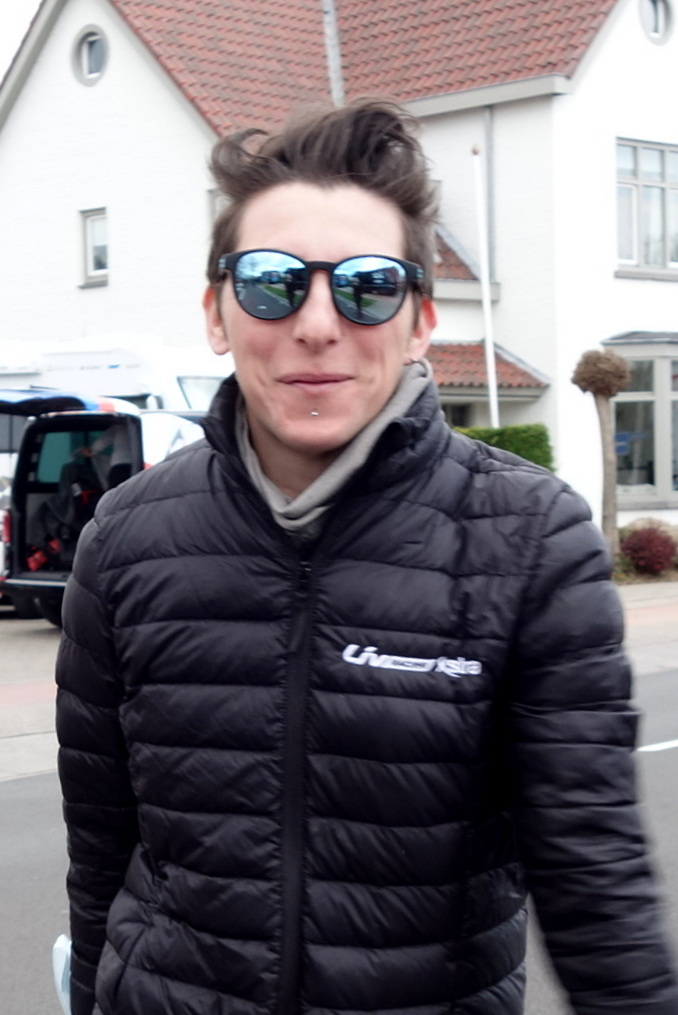
Giorgia Bronzini.

Le représentant de l'équipe à l'UCI est Eric van den Boom. Giorgia Bronzini est la directrice sportive.
Elle est assistée d'Hugo Brenders et de Wim Stroetinga et Eric van den Boom.

## Victoires

### Sur route
| Victoires | Victoires                                   | Victoires | Victoires | Victoires        | Victoires |
| Date      | Course                                      | Pays      | Classe    | Vainqueur        |           |
| --------- | ------------------------------------------- | --------- | --------- | ---------------- | --------- |
| 5 mars    | 3e étape, Bloeizone Fryslân Tour            | Pays-Bas  | 2.1       | Rachele Barbieri |           |
| 14 mai    | Omloop der Kempen Ladies                    | Pays-Bas  | 1.2       | Rachele Barbieri |           |
| 25 juin   | Championnat de République tchèque sur route | Tchéquie  | CN        | Tereza Neumanová |           |

### Résultats sur les courses majeures

#### World Tour
| Date                | #  | Course                                                   | Pays        | Meilleure classée | Classement |
| ------------------- | -- | -------------------------------------------------------- | ----------- | ----------------- | ---------- |
| 5 mars              | 1  | Strade Bianche                                           | Italie      | Sabrina Stultiens | 20e        |
| 12 mars             | 2  | Tour de Drenthe                                          | Pays-Bas    | Alison Jackson    | 16e        |
| 20 mars             | 3  | Trofeo Alfredo Binda-Comune di Cittiglio                 | Italie      | Silke Smulders    | 33e        |
| 24 mars             | 4  | Trois Jours de La Panne                                  | Belgique    | Rachele Barbieri  | 74e        |
| 27 mars             | 5  | Gand-Wevelgem                                            | Belgique    | Valerie Demey     | 13e        |
| 3 avril             | 6  | Tour des Flandres                                        | Belgique    | Silke Smulders    | 41e        |
| 10 avril            | 7  | Amstel Gold Race                                         | Pays-Bas    | Silke Smulders    | 20e        |
| 16 avril            | 8  | Paris-Roubaix                                            | France      | Alison Jackson    | 13e        |
| 20 avril            | 9  | Flèche wallonne                                          | Belgique    | Jeanne Korevaar   | 80e        |
| 24 avril            | 10 | Liège-Bastogne-Liège                                     | Belgique    | Quinty Ton        | 55e        |
| 13-15 mai           | 11 | Classique de Saint-Sébastien                             | Espagne     | Jeanne Korevaar   | 39e        |
| 19-22 mai           | 12 | Tour de Burgos                                           | Espagne     | Quinty Ton        | 27e        |
| 27-29 mai           | 13 | RideLondon-Classique                                     | Royaume-Uni | Alison Jackson    | 12e        |
| 6-11 juin           | 14 | The Women's Tour                                         | Royaume-Uni | Quinty Ton        | 13e        |
| 1-10 juillet        | 15 | Tour d'Italie                                            | Italie      | Thalita de Jong   | 32e        |
| 24-31 juillet       | 16 | Tour de France                                           | France      | Jeanne Korevaar   | 31e        |
| 6 août              | 17 | Contre-la-montre par équipes de l'Open de Suède Vårgårda | Suède       | -                 | -          |
| 7 août              | 18 | Open de Suède Vårgårda                                   | Suède       | Valerie Demey     | 3e         |
| 9-14 août           | 19 | Battle of the North                                      | Norvège     | Alison Jackson    | 19e        |
| 27 août             | 20 | Grand Prix de Plouay                                     | France      | Thalita de Jong   | 38e        |
| 30 août-4 septembre | 21 | Simac Ladies Tour                                        | Pays-Bas    | Alison Jackson    | 8e         |
| 7-11 septembre      | 22 | Ceratizit Challenge by La Vuelta                         | Espagne     | Quinty Ton        | 55e        |
| 7-9 octobre         | 23 | Tour de Romandie                                         | Suisse      | Sabrina Stultiens | 32e        |

#### Grands tours
| Grand tour            | Tour d'Italie         | Tour de France        |
| --------------------- | --------------------- | --------------------- |
| Coureuse (classement) | Thalita de Jong (32e) | Jeanne Korevaar (31e) |
| Accessits             | -                     | -                     |

## Classement mondial
| Classement UCI | Classement UCI      | Classement UCI | Classement UCI |
| Coureuse       | Coureuse            | Pays           | Points         |
| -------------- | ------------------- | -------------- | -------------- |
| 35e            | Rachele Barbieri    | Italie         | 857 pts        |
| 64e            | Alison Jackson      | Canada         | 485 pts        |
| 86e            | Valerie Demey       | Belgique       | 374 pts        |
| 94e            | Tereza Neumanová    | Tchéquie       | 345 pts        |
| 157e           | Thalita de Jong     | Pays-Bas       | 194 pts        |
| 168e           | Jeanne Korevaar     | Pays-Bas       | 181 pts        |
| 205e           | Marta Jaskulska     | Pologne        | 145 pts        |
| 257e           | Quinty Ton          | Pays-Bas       | 107 pts        |
| 318e           | Silke Smulders      | Pays-Bas       | 81 pts         |
| 548e           | Amber van der Hulst | Pays-Bas       | 40 pts         |
| 589e           | Sabrina Stultiens   | Pays-Bas       | 35 pts         |
| 1008e          | Katia Ragusa        | Italie         | 8 pts          |